# 南林間站
南林間站（日语：／ Minami-rinkan eki */?）是一個位於神奈川縣大和市南林間一丁目，屬於小田急電鐵江之島線的鐵路車站。車站編號是OE 03。

## 歷史
- 1929年（昭和4年）4月1日 - 南林間都市站開業。「直通」之停車站。
- 1941年（昭和16年）10月15日 - 改稱南林間站。
- 1945年（昭和20年）6月 - 廢止「直通」班次，「各站停車」延伸至全線。
- 1946年（昭和21年）10月1日 - 新增「準急」班次，為其停靠站。
- 1955年（昭和30年）3月25日 - 新增「通勤急行」班次，為其停靠站。
- 1965年（昭和40年）11月 - 成為「急行」停靠站。
- 2012年（平成24年）7月26日 - 啟用列車資訊顯示器。

### 站名由來
因位於「林間都市計劃區域」之南部地域，因而命名為「南林間都市站」，1941年與「中央林間站」、「東林間站」一同去除「都市」，改稱「南林間站」。
「林間都市計劃」以前曾計畫命名為「相模丘站」。但座間市相模丘位於小田急相模原站西方，與本站有段距離。

## 車站結構
側式月台2面2線的地面車站，站房為跨站式站房。
過去本站是島式月台2面4線配置，列車可在本站待避。但隨著急行改為10輛編組，相模大野站與大和站設置待避線，月台延長為十輛編組並廢除原來兩條待避線（舊1、4號月台）。舊2號月台改為新1號月台，舊3號月台改為新2號月台。原待避線用地改建為收費自行車停車場與往剪票口層的電梯等設施。
廁所位於付費區大廳。
2012年7月26日，站內新設列車資訊顯示器。

### 月台配置
月台從東側起為1號月台。
| 月台 | 路線     | 方向 | 目的地                       |
| ---- | -------- | ---- | ---------------------------- |
| 1    | 江之島線 | 下行 | 大和、藤澤、片瀨江之島方向   |
| 2    | 江之島線 | 上行 | 相模大野、新宿、千代田線方向 |

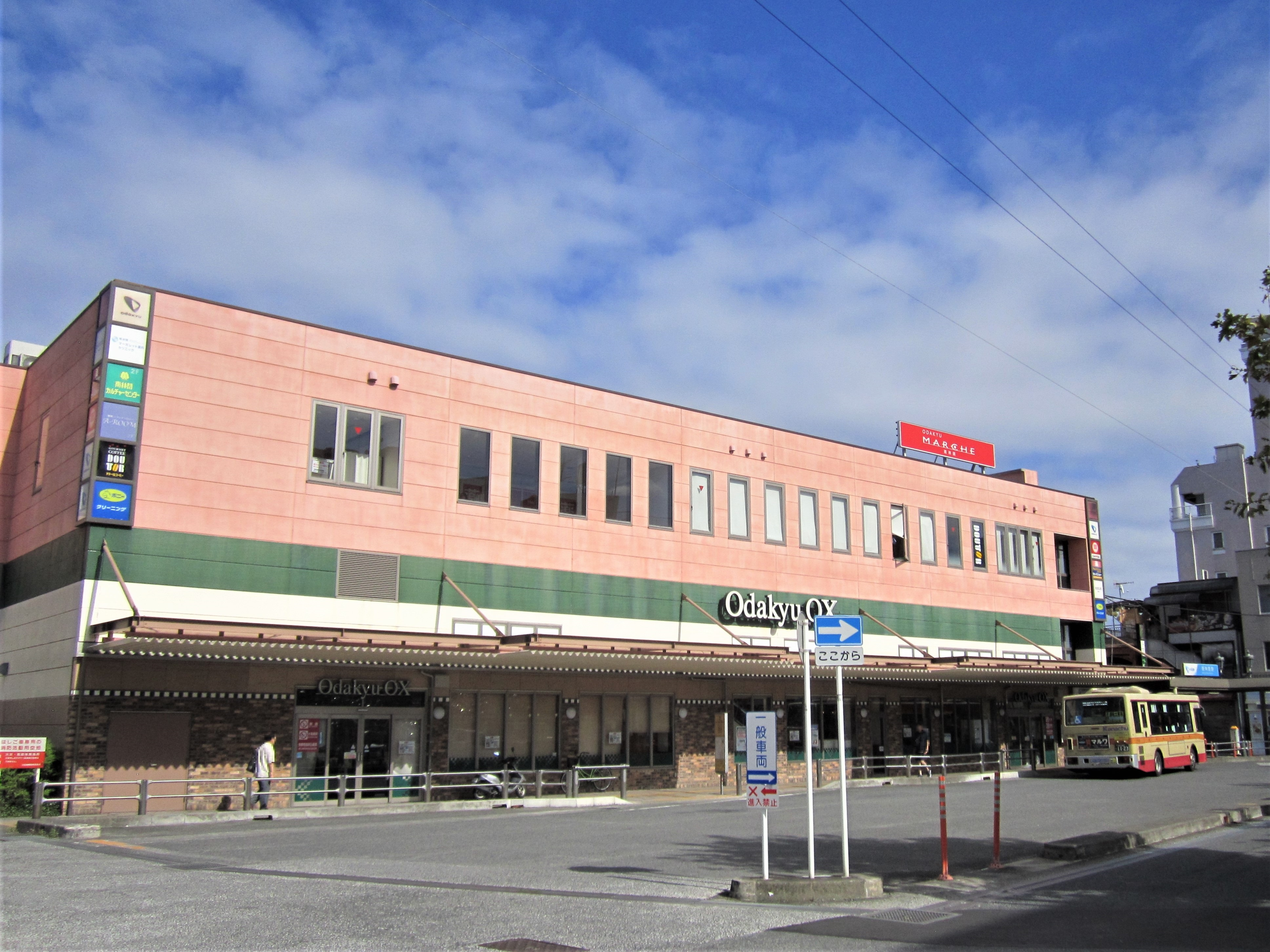
西口車站大樓（2019年9月15日）
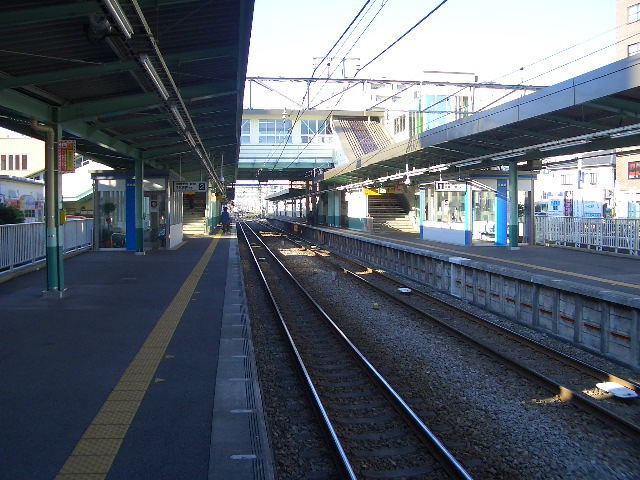
2號月台藤澤方向望相模大野方向（2004年11月27日）

## 使用情況
2016年度1日平均上下車人次為33,398人，小田急線全70站中排名34位。
近年上下車人次、上車人次變化如下表。
| 年度               | 1日平均 上下車人次 | 1日平均 上=車人次 | 來源     |
| ------------------ | ------------------ | ----------------- | -------- |
| 1995年（平成07年） |                    | 18,476            | [ * 1 ]  |
| 1998年（平成10年） |                    | 17,458            | [ * 2 ]  |
| 1999年（平成11年） |                    | 16,787            | [ * 3 ]  |
| 2000年（平成12年） |                    | 16,618            | [ * 3 ]  |
| 2001年（平成13年） |                    | 16,647            | [ * 4 ]  |
| 2002年（平成14年） | 32,766             | 16,190            | [ * 5 ]  |
| 2003年（平成15年） | 32,658             | 16,185            | [ * 6 ]  |
| 2004年（平成16年） | 31,657             | 16,006            | [ * 7 ]  |
| 2005年（平成17年） | 31,860             | 16,099            | [ * 8 ]  |
| 2006年（平成18年） | 32,037             | 16,190            | [ * 9 ]  |
| 2007年（平成19年） | 32,392             | 16,355            | [ * 10 ] |
| 2008年（平成20年） | 32,671             | 16,422            | [ * 11 ] |
| 2009年（平成21年） | 31,971             | 16,051            | [ * 12 ] |
| 2010年（平成22年） | 32,346             | 16,256            | [ * 13 ] |
| 2011年（平成23年） | 32,278             | 16,214            | [ * 14 ] |
| 2012年（平成24年） | 32,582             | 16,363            | [ * 15 ] |
| 2013年（平成25年） | 33,731             | 16,926            | [ * 16 ] |
| 2014年（平成26年） | 33,581             | 16,832            | [ * 17 ] |
| 2015年（平成27年） | 33,555             |                   |          |
| 2016年（平成28年） | 33,398             |                   |          |

## 車站周邊

### 東口
- Tsuruha Drug（日语：ツルハドラッグ）南林間站前店
- 聖塞西莉亞女子短期大學
- 大和市立鶴間中學校
- 大和市立林間小學校
- 大和市林間學習中心

### 西口
- Odakyu OX
- 超級生鮮館TAIGA南林間店
- Mia Cucina（ミアクチーナ）南林間店
- 高座綠（みどり）幼稚園
- 坎伯蘭（カンバーランド）長老基督教會高座教會
- 愛育醫院
- 聖塞西莉亞女子中學校、高等學校（日语：聖セシリア女子中学校・高等学校）
- 南林間站前郵便局
- 橫濱銀行南林間支店
- 八千代銀行（日语：八千代銀行）南林間支店
- 橫濱信用金庫（日语：横浜信用金庫）南林間支店
- 平塚信用金庫（日语：平塚信用金庫）南林間支店
- 巴黎三城眼鏡南林間店
- au shop南林間站前
- 松本清南林間店
- 大和警察署（日语：大和警察署 (神奈川県)）南林間站前交番

### 巴士路線

#### 南林間站
- 神奈川中央交通
  - <林03> 往AEON MALL座間
  - <林05> 往AEON MALL座間（直達）
  - <小02> 往小田急相模原站
  - <台12> 往相武台前站
- 相鐵巴士
  - <綾75> 往相模野站、相模大塚站

#### 小菅不動產南林間店前
- 大和市社區巴士「YAMATON GO」（やまとんGO）
  - 中央林間西側地域路線 左回

#### 南林間站東口
- 大和市社區巴士「NOROTTO」（のろっと）
  - 北部路線A系統 月見野站、中央林間站方向
  - 北部路線A系統 Oak City（日语：大和オークシティ）、市役所方向
- 大和市社區巴士「YAMATON GO」
  - 中央林間西側地域路線 右回
  - 中央林間西側地域路線 左回
  - 相模大塚地域路線 往相模大塚站

## 相鄰車站
小田急電鐵
 江之島線

■快速急行
通過
■急行
中央林間（OE 02）－南林間（OE 03）－大和（OE 05）
■各站停車
中央林間（OE 02）－南林間（OE 03）－鶴間（OE 04）

## 外部連結
- 南林間 - 小田急電鐵